# Maât
Maât est, dans la mythologie égyptienne, la déesse de l'harmonie cosmique, de la rectitude (ou conduite morale), de l'ordre et de l'équilibre du monde, de l'équité, de la paix, de la vérité et de la justice.
Elle personnifie l'ensemble de ces concepts, et à ce titre elle est la régulatrice de la course des astres, des saisons, ainsi que des actions des mortels et des dieux qui ont fait surgir le désordre du chaos au moment de la création. Elle est l'antithèse de l'isfet (le chaos, l'injustice, le désordre social, la corruption, la violence, la malveillance...).
« Maât est également la fille de Rê (dieu solaire et créateur) et compagne de Thot (dieu érudit ayant enseigné les hiéroglyphes aux hommes). »

## Symbolique
Maât est une entité symbolisant la norme universelle : l'équilibre établi par le Créateur, la justice qui permet d'agir selon le droit, l'ordre qui fait conformer les actes de chacun aux lois, la vérité, la droiture et la confiance.
Maât est toujours anthropomorphe, comme la plupart des concepts abstraits personnifiés : c'est une femme, en général assise sur ses talons, ou debout. Elle est la plupart du temps vêtue de la longue robe collante des déesses et porte leurs bijoux habituels. Maât confère aux autres dieux certaines de ses qualités, mais ne leur prête pas son aspect et ne prend pas non plus l'apparence d'autres divinités. Son attribut est la plume-nom (la même est portée par Shou). Elle tient souvent le signe de vie. L'élément de Maât est l'air et la couleur de sa peau est ocre jaune.
Maât est d'abord de dimension divine : elle est la mère de Rê dont elle est aussi la fille et l'épouse, elle est aussi la sœur mystique de pharaon, elle assure l'équilibre cosmique et c'est donc grâce à elle que le monde fonctionne de façon harmonieuse. Elle est également la lumière que Rê apporte au monde.

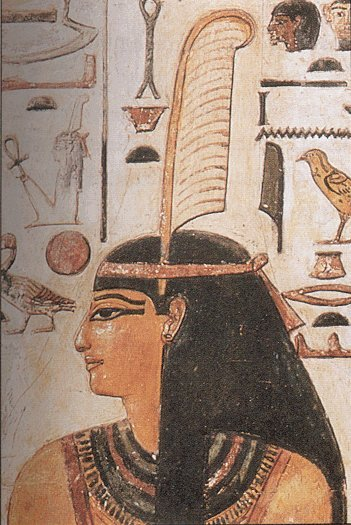
Maât, portant la plume de vérité droite, en équilibre, sur sa tête.

Elle est fondamentalement liée à l'institution pharaonique, le premier devoir de Pharaon étant de faire respecter la loi de Maât dans toute l'Égypte. C’est pourquoi, sur les murs des temples, pharaon est représenté faisant l'offrande de Maât à une divinité : c’est dire que, dans ses actes, il se conforme aux exigences de la déesse. Ainsi, lorsque Séthi Ier, dans le temple d'Abydos, offre Maât aux dieux principaux, sous forme d'une statuette de la déesse, il leur démontre sa compétence et sa rectitude ; en retour, les dieux lui procurent vie et domination (Osiris) et force victorieuse (Horus).
La mission de pharaon relève de Maât : « in maât » (amener Maât, organiser le pays et assurer son unité), « der isfet » (repousser Isfet, notamment repousser les ennemis) ; la célèbre palette de Narmer transcrit cette double mission. On peut évoquer aussi l'hymne solaire du Moyen Empire :
« Ré a installé le souverain sur la terre des vivants à jamais et à toute éternité de sorte qu'il juge les hommes et anéantisse Isfet. »
— Bernadette Menu
Maât est aussi l'expression sociale et juridique de l'ordre établi et le symbole de la justice et de l'équité. Dans les faits, c'est le rôle du vizir, qui porte le titre de « Prophète de Maât », que de rendre la justice au nom de la déesse et donc de pharaon qui l'incarne :
Pratique la justice et tu dureras sur terre.

Apaise celui qui pleure ; n'opprime pas la veuve ;

Ne chasse point un homme de la propriété de son père ;

Ne porte point atteinte aux grands dans leur possession ;

Garde-toi de punir injustement.

— François Daumas
Dans la pesée de l'âme, Maât, aussi légère qu'une plume, est le contrepoids du cœur qui doit être aussi léger qu'elle pour que le ka, l'âme du défunt, puisse accéder au monde des bienheureux. Elle est représentée par une femme coiffée de la plume d'autruche ou simplement par cette plume elle-même.
À une époque plus tardive, « maât » signifie également la vérité ou la connaissance juste de soi.

## Culte

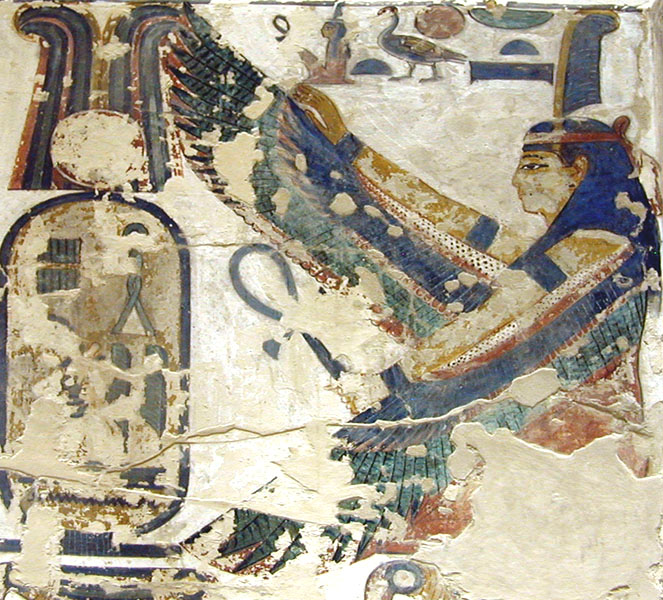
La tombe de Séthi Ier (KV.17) (Vallée des Rois, Thèbes ouest, photo de novembre 2002) : la déesse Maât déploie ses ailes autour d'un cartouche du Pharaon en signe de protection.

Parfois, « la maât » se présentait en fait comme un concept abstrait, telle « la vérité », dont la divinité ne représentait qu'une manière d'allégorie ; cependant, Maât était aussi vivement présente dans les divers récits mythologiques mettant en scène les dieux personnifiés de l’Égypte antique. L'acception du terme de Maât oscille donc entre abstraction et personnification en fonction de son contexte.
La déesse Maât apparaît représentée comme une dame debout ou assise, portant sur sa tête son symbole, la plume d'autruche verticale, portant un Djed, un ouash et une ânkh. Durant le règne d'Akhenaton, et plus tard, elle fut également représentée comme une femme ailée.
Elle était vénérée dans le sanctuaire de Karnak, dans le temple de Deir el-Médineh et beaucoup d'autres temples égyptiens dédiés à d'autres dieux. Elle avait également un temple à Memphis.

## Mythologie
Le principal hiéroglyphe qui la représente est une plume d'autruche en parfait équilibre. Ce symbole apparaît dans la représentation du jugement d'Osiris, au moment où étaient pesés sur une balance à deux plateaux, d'un côté, le hiéroglyphe de Maât (avec sa plume légère, symbole d'harmonie et de justice universelle) et de l'autre, le cœur du défunt (symbole de sa conscience). Si celui-ci ne pesait pas plus que la plume de Maât, le défunt pourrait rester dans l'au-delà éternellement. Sinon, Ammout le dévorait.

La pesée du cœur à l'aune de la plume de Maât devant le tribunal des dieux, ou jugement d'Osiris.
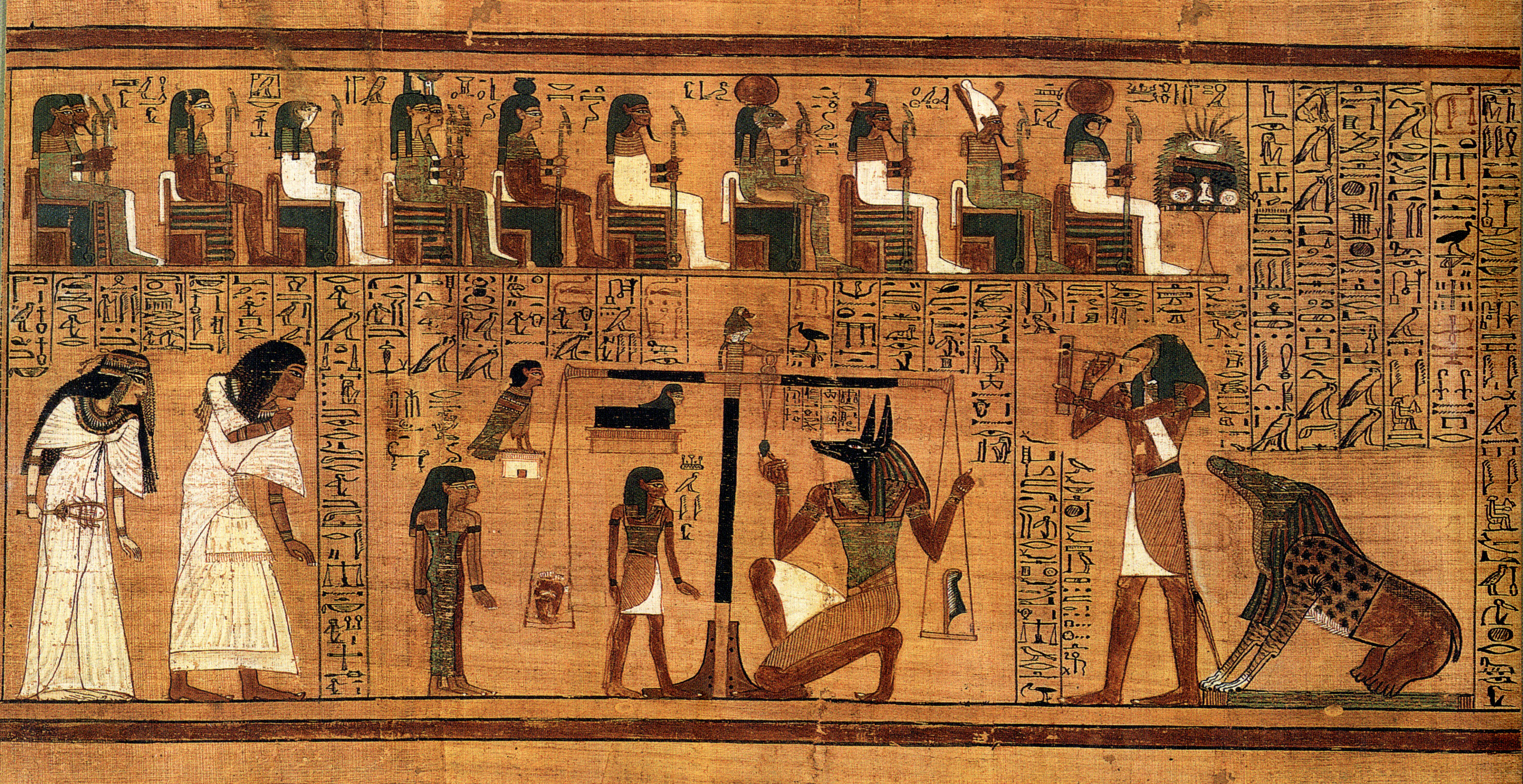
La « pesée du cœur » ou psychostasie du défunt, extraite du Livre des Morts (ou plus proprement « Livre pour sortir au jour »[6]) du Papyrus d'Ani (British Museum, XVIIIe dynastie : vers 1300 av. J.-C., photographié ici en 2001). À gauche : Ani et son épouse Thouthou s'inclinent devant l'assemblée des dieux.Au centre : Anubis pèse le cœur d'Ani en regard de la plume légère de Maât. La pesée est surveillée de près par les déesses Rénénoutet, Meskhenet et Mertseger, ainsi que par le dieu Chaï et le propre Ba d’Ani (oiseau à tête d’homme à l’effigie du défunt, et l’un des éléments de son âme avec le Ka). Ces cinq figures symbolisent différents éléments de la vie et composantes de la personnalité du défunt[7]. À droite : le monstre Ammout, qui dévorera l’âme d’Ani s’il est indigne, attend le verdict, tandis que le dieu Thot s’apprête à l’enregistrer. Au sommet se trouvent les dieux siégeant comme juges : de gauche à droite, Hou et Sia, Hathor, Horus, Isis et Nephtys, Nout, Geb, Tefnout, Shou, Atoum, et Rê-Horakhty (ou Harmakhis).

## La loi de Maât
La loi de Maât peut être retrouvée dans le chapitre 125 du livre des morts des Anciens Égyptiens, aussi appelée les « 42 lois de Maât », la « déclaration d'innocence » ou les « confessions négatives ».
Celui qui est juste, qui vit dans la constante application des lois de la Maât est appelé Maakherou. C'est le cas par exemple de certains grands prêtres des temples.

## Politique

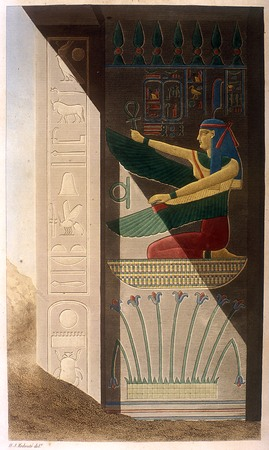
Maât ailée assise sur ses talons, posée sur l'un des deux plateaux de la balance de pesée des âmes, au-dessus des lys de Haute-Égypte qu'elle courbe à peine. Scène du tombeau de Ramsès III. Dessin : avant 1842.

Maât, en tant que garante de l’ordre et de l’équilibre aussi bien cosmique que terrestre, est, à ce double titre, le principe unifiant de la société égyptienne antique. À cette époque, la survie est de tous les instants et la communauté est le lieu où elle s’organise. Les sujets qui ne doivent pas faillir dans leur travail quotidien portent la responsabilité du groupe. Ils se doivent alors de respecter l’ordre établi pour garantir leur subsistance mais également pour assurer l’ordre cosmique.
C’est dans leurs œuvres et dans le respect de la maât (concept de justice et d’équilibre personnifié par la déesse Maât), dictée par Pharaon, que tous participent à l’équilibre et à la justice. Le juste est ce que dicte le roi et le respect de sa parole juste par les sujets maintient l'ordre dans la cité et dans les cieux. La domination de Pharaon est alors assurée — mais aussi justifiée — par ces enjeux fondamentaux. Ainsi c'est grâce à Maât révérée par lui que Pharaon, trait d'union fondamental entre l'humain et le divin en Égypte antique, est le garant tout à la fois de la justice et de l'ordre social comme de l'ordre cosmique. Comme plus haut chef religieux d'Égypte, la première mission de Pharaon est donc de mettre en œuvre la maât sur terre.
En tant que concept de justice qui prend forme dans le divin et se fonde sur l'équilibre, la maât peut être rapprochée de deux conceptions politiques. Il s'agit de celles développées chez deux penseurs grecs, Platon et Aristote, dont les influences sont majeures, notamment en occident.
De Platon, nous reconnaissons l’ordre et l’équilibre maintenu et cela par le respect de chacun de la place qu'il occupe dans la société (le dirigeant, le guerrier et l’artisan), ainsi que du bon accomplissement de sa tâche pour la communauté. C’est de l’équilibre de ces trois composantes de la société que l’ordre et la justice émanent.
Il se pourrait d'ailleurs que ce ne soit pas par hasard que la politique égyptienne et celle de Platon soient liés. En effet, il est mentionné à plusieurs reprises dans l’histoire que Platon a voyagé en Égypte à son époque, qu'il a discuté avec certains sages et qu'il en ait été inspiré. Et si ce n’est pas le cas, nous ne pouvons tout de même pas douter de sa connaissance très précise de la société égyptienne. Plusieurs indices en attestent : Platon lui-même parle de la culture égyptienne, et même, parfois, il la vante. Dans ses propres écrits, ou même dans ceux de ses contemporains, nous retrouvons un vocabulaire bien établi pour parler de l’Égypte : « les pyramides » (πυραμίς), « le papyrus » (πάπυρος), « le Nil » (Νείλος), etc … Ce qui laisse donc penser que les Grecs, dont Platon, en avait une bonne connaissance. Ainsi, nous sommes mis sur la piste d’une éventuelle inspiration de Platon pour constituer sa vision de la politique. Nous en sommes sûrs lorsque nous lisons les écrits d’Hérodote sur l’Égypte, lus eux-mêmes par Platon.
En effet, Platon décrit précisément la société égyptienne organisée en hiérarchie, séparant les guerriers, les artisans et les gouvernants. Une fois les différentes parties définies, il ne reste qu’à penser l’harmonie entre elles pour que la société fonctionne bien, et ainsi, que chacun y soit heureux. Vient alors chez les Égyptiens le concept de Maât, la déesse de l’ordre, de l’harmonie et par là-même de la vérité. Nous retrouvons beaucoup de similitudes entre le panthéon égyptien et le panthéon grec, cependant il s’avère que l’équivalent grec de Maât soit la philosophie platonicienne elle-même. En effet, toute l’entreprise platonicienne consiste à harmoniser son âme par le moyen de sa raison, et de la même manière, harmoniser la société par le moyen d’un être raisonnable. L’être raisonnable selon Platon, c’est le philosophe, celui qui sait harmoniser les parties de son âme, et ainsi, qui saura harmoniser les parties de cette grande âme qu’est la cité. La politique du philosophe-roi est donc une politique ordonnée, mettant en valeur la nature de chacun tout en empêchant que les individus s’aliènent. Autrement dit, celui qui doit gouverner la cité, c’est l’homme qui agit avec sagesse. Allégoriquement, s’il y avait un dieu grec de l’harmonie, de l’ordre et de la vérité, nous pourrions facilement dire qu’il guide ce roi, qu’il lui « souffle à l’oreille ». Or c’est exactement ce qu’il est dit de la déesse Maât, qu’elle « souffle à l’oreille » du pharaon ses agissements. Par ailleurs, la royauté comme elle est décrite chez Platon n’est pas un système politique commun à son époque et à ses alentours, il paraît donc fort probable que la figure du philosophe-roi soit directement inspirée des pharaons. 
De la philosophie d'Aristote, élève de Platon, nous remarquons la perspective d’une justice qui ne s'exerce que dans la cité. En effet, si le principe de justice égyptien maât est bien agissant en dehors de la cité en ce qu'il maintient l'ordre cosmique, c'est d'abord l'obéissance des sujets du pharaon à cette loi dans la cité qui lui donne son efficience.